# Jüdischer Friedhof (Bjalynitschy)

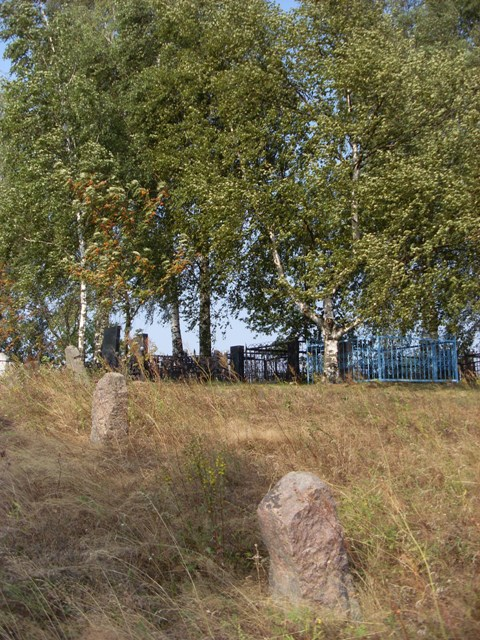
Jüdischer Friedhof in Bjalynitschy

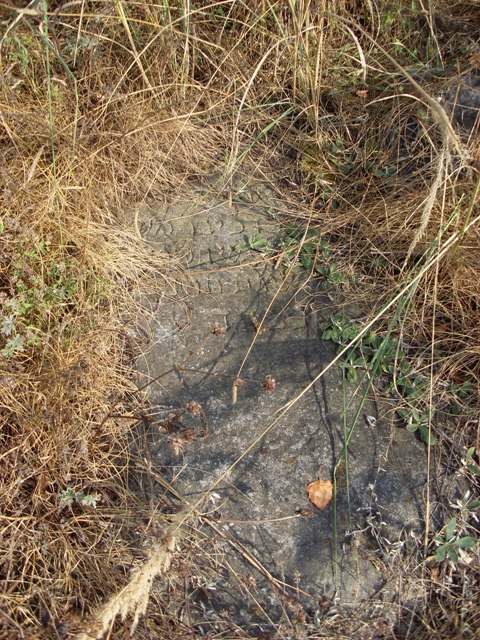
Grabstein

Der Jüdische Friedhof in Bjalynitschy, einer belarussischen Stadt in der Mahiljouskaja Woblasz, wurde im 19. Jahrhundert angelegt.
In Bjalynitschy war vor 1941 der Anteil der jüdischen Bevölkerung hoch. Der überwiegende Teil der jüdischen Bevölkerung wurde von den deutschen Besatzern während des Holocausts ermordet.
Auf dem Jüdischen Friedhof sind nur noch wenige Grabsteine vorhanden.